# Custonaci
Custonaci (sicilià Custunaci) és un municipi italià, dins de la província de Trapani. L'any 2007 tenia 5.212 habitants. Limita amb els municipis de Buseto Palizzolo, Castellammare del Golfo, San Vito Lo Capo i Valderice.

## Administració
| Període | Identitat        | Partit        |
| ------- | ---------------- | ------------- |
| 2008-   | Mario Pellegrino | Llista cívica |